# Fiodor Kulikow
Fiodor Michajłowicz Kulikow (ros. Фёдор Миха́йлович Кулико́в, ur. 26 stycznia 1925 w Kamience, zm. 4 stycznia 2015 w Penzie) – radziecki działacz partyjny i państwowy, członek KC KPZR (1981-1990).

## Życiorys
Skończył 7-letnią szkołę w Penzie i w latach 1940-1943 uczył się w tamtejszym technikum mechanicznym. Od lutego do czerwca 1943 kursant szkoły piechoty w Uljanowsku, później walczył na Froncie Karelskim w składzie Brygady Powietrznodesantowej do lutego 1945. Od czerwca 1946 do lutego 1949 sekretarz komitetu Komsomołu w szkole zawodowej w Penzie. Po ukończeniu 1949 technikum pracował jako technik-mechanik, jednocześnie 1949 był kierownikiem sektora w Komitecie Miejskim Komsomołu w Penzie. Od lipca 1949 do marca 1951 I sekretarz Komitetu Rejonowego Komsomołu w Penzie, od marca do września 1951 II sekretarz, a od września 1951 do października 1952 I sekretarz Komitetu Miejskiego Komsomołu w Penzie. Od października 1952 do lipca 1954 II sekretarz Komitetu Obwodowego Komsomołu w Penzie, następnie do grudnia 1955 II sekretarz – kierownik wydziału organizacji komsomolskich Komitetu Obwodowego Komsomołu w Penzie. Od grudnia 1955 do lutego 1958 I sekretarz Komitetu Obwodowego Komsomołu w Penzie. Później przeszedł do pracy partyjnej - od lutego 1958 do stycznia 1960 zastępca kierownika wydziału Komitetu Obwodowego KPZR w Penzie. 1959 ukończył Państwowy Instytut Pedagogiczny w Penzie, po czym został nauczycielem historii w szkole średniej. Od stycznia 1962 do marca 1962 kierownik sektora Komitetu Obwodowego KPZR w Penzie, od stycznia 1963 do grudnia 1964 kierownik wydziału organów partyjnych Wiejskiego Obwodowego Komitetu KPZR w Penzie, od grudnia 1964 do grudnia 1963 kierownik wydziału pracy organizacyjno-partyjnej Komitetu Obwodowego KPZR w Penzie. Od grudnia 1964 do kwietnia 1973 sekretarz, a od kwietnia 1979 do marca 1990 I sekretarz Komitetu Obwodowego KPZR w Penzie. 1980-1985 deputowany i członek Prezydium Rady Najwyższej Rosyjskiej FSRR. 1981-1990 członek KC KPZR. Delegat na XXVI i XXVII Zjazdy i na XIX Wszechzwiązkową Konferencję KPZR. 1992-1997 prezes Funduszu Wsparcia Socjalnego Obwodu Penzeńskiego, od 1997 przewodniczący Klubu Starszego Pokolenia, 1999-2006 przewodniczący Społecznej Rady ds. Weteranów przy Gubernatorze Obwodu Penzeńskiego, członek Penzeńskiej Rady Obwodowej Weteranów Wojny, Pracy, Sił Zbrojnych i Organów Ścigania. Mieszkał w Penzie.

## Odznaczenia
- Order Lenina
- Order Czerwonego Sztandaru Pracy (trzykrotnie)
- Order Wojny Ojczyźnianej I klasy
- Order Wojny Ojczyźnianej II klasy
- Order „Znak Honoru”